# Prosper Bressant
Pour les articles homonymes, voir Bressant.
Prosper Bressant est un comédien français, né le 24 octobre 1815 à Chalon-sur-Saône (Saône-et-Loire) et mort le 23 janvier 1886 à Saint-Pierre-lès-Nemours (Seine-et-Marne).

## Biographie
Fils naturel d'une ouvrière chalonaise, Jean-Baptiste Prospère Bressant monte à Paris pour devenir clerc dans un cabinet d'avoué. Sa première apparition sur scène remonte à 1833 au théâtre des Variétés. Il épouse l'année suivante, Élisabeth Dupont, elle-même comédienne, fille du chef de claque du théâtre. Avec sa femme, connue désormais sous le nom de Madame Bressant, ils auront une fille unique, Alix, qui jouera un moment sous le nom de Mademoiselle Bressant.
En 1838, il entre au théâtre français de Saint-Pétersbourg, ou théâtre Michel, où il joue pendant huit années d'importantes pièces qui ne font qu'accroître sa réputation. Son succès se confirme au théâtre du Gymnase alors qu'il retrouve Paris en 1846 et fait ses débuts à la Comédie-Française comme sociétaire à part entière à partir de 1854.
Jouant bien souvent un jeune et ardent amoureux, il interprète progressivement de nombreux rôles dans des pièces modernes tout autant que dans un répertoire plus classique. Son Richelieu dans Mlle de Belle-Isle d'Alexandre Dumas, son Octave dans Les Caprices de Marianne d'Alfred de Musset, et son apparition dans Il faut qu'une porte soit ouverte ou fermée et Un caprice sont suivis par Alceste dans Le Misanthrope et Dom Juan.
Victime d'une attaque de paralysie, Bressant se retire en 1877 à Saint-Pierre-lès-Nemours où il meurt dix ans plus tard. Sa tombe se situe au cimetière de la ville.
Durant ses années d'enseignement au Conservatoire de Paris, il aura entre autres Mounet-Sully comme élève.

## Théâtre

### Carrière à la Comédie-Française
Entrée en 1854
Nommé 276e sociétaire en 1854
Départ en 1877
- 1856 : Le Berceau de Jules Barbier : Gaston
- 1857 : Le Barbier de Séville de Beaumarchais : le comte Almaviva
- 1857 : Le Misanthrope de Molière : Alceste
- 1858 : Dom Juan ou le Festin de pierre de Molière : Dom Juan
- 1859 : Le Mariage de Figaro de Beaumarchais : Almaviva
- 1864 : Le Gendre de monsieur Poirier d'Émile Augier et Jules Sandeau : le marquis de Presles
- 1865 : Henriette Maréchal d'Edmond et Jules de Goncourt : un monsieur en habit noir
- 1867 : Hernani de Victor Hugo : Don Carlos
- 1869 : Les Faux Ménages d'Édouard Pailleron : Ernest
- 1871 : Adrienne Lecouvreur d'Eugène Scribe et Ernest Legouvé : Maurice de Saxe
- 1873 : Marion de Lorme de Victor Hugo : Louis XIII
- 1875 : Le Bougeoir de Clément Caraguel

### Hors Comédie-Française
- 1835 : Le Père Goriot d'Emmanuel Théaulon, Alexis Decomberousse et Ernest Jaime d'après Honoré de Balzac, théâtre des Variétés : Eugène de Rastignac
- 1836 : Kean, ou Désordre et Génie d'Alexandre Dumas, théâtre des Variétés : le prince de Galles
- 1837 : Le Chevalier d'Éon de Jean-François Bayard et Dumanoir, théâtre des Variétés : le chevalier d'Éon
- 1839 : Le Gamin de Paris de Jean-François Bayard] et Émile Vanderburch, théâtre impérial de Saint-Pétersbourg
- 1846 : Juanita de Jean-François Bayard et Alexis Decomberousse, théâtre du Gymnase : Charencey
- 1846 : Clarisse Harlowe de Dumanoir, Clairville et Léon Guillard, théâtre du Gymnase : Lovelace
- 1847 : Irène d'Eugène Scribe et Lockroy, théâtre du Gymnase : Henri de Clermont
- 1850 : Le Canotier de Jean-François Bayard et Thomas Sauvage, théâtre du Gymnase : Amilcar
- 1851 : Le Mariage de Victorine de George Sand, théâtre du Gymnase : Alexis Vanderck
- 1852 : Les Vacances de Pandolphe de George Sand, théâtre du Gymnase : Pedrolino
- 1852 : Par les fenêtres d'Amédée Achard, théâtre du Gymnase : Ernest Grandisson
- 1853 : Le Pressoir de George Sand, théâtre du Gymnase : Valentin fils.

## Postérité
Il introduit une nouvelle coupe de cheveux coupés en brosse sur le devant et longs derrière, que l'on peut considérer comme le prototype de la « coupe mulet ». On parle alors de coiffure « à la Bressant ».
Vers 1848-1850, le sculpteur Jean-Jacques Feuchère en fit, en plâtre stéariné, un portrait avantageux en pied, aujourd'hui dans les collections du musée de la Vie romantique ainsi qu’au Château-Musée de Nemours.
Le peintre François Bonvin lui dédia un tableau, La Fontaine de cuivre. Intérieur de cuisine, encore intitulé Servante tirant de l'eau, peint en 1861 (musée d'Orsay).